# بیمارستان امام حسین (کنارک)
بیمارستان امام حسین بیمارستانی است درمانی واقع در شهر کنارک، استان سیستان و بلوچستان وابسته به دانشکده علوم پزشکی چابهار است.